# 岡上彦三
岡上 彦三（おかがみ ひこぞう、1880年（明治13年）8月3日 - 没年不明）は、日本の政治家。兵庫県飾磨市（現・姫路市）長（1期）。

## 経歴
兵庫県飾東郡飾万津（のち飾磨津→飾磨町→飾磨市、現・姫路市）大浜に生まれる。旧制兵庫県立姫路中学校（現・兵庫県立姫路西高等学校）卒業。陸軍に入り、中尉で退役した。
1912年（明治45年）飾磨郡会議員に当選。飾磨町会議員を経て、1931年（昭和6年）飾磨町長に就任。1940年（昭和15年）4月飾磨市の市制施行により、初代市長となったが、4ヶ月で退任した。
このほか、飾磨運輸株式会社社長を務めた。